# Charley Toorop
Annie Caroline Pontifex Fernhout-Toorop, mais conhecida como Charley Toorop (Katwijk, 24 de março de 1891 — Bergen, 5 de novembro de 1955) foi uma pintora holandesa, adscrita ao expressionismo. 
Filha do pintor Jan Toorop, recebeu a influência do simbolismo de seu pai, mas posteriormente evoluiu para um estilo mais pessoal, de corte expressionista. 
Em 1916 converteu-se num membro do grupo de artistas chamado Het Signaal (O Sinal), que representava um profundo sentido da realidade mediante o uso de cores e linhas muito ressaltadas e ferozes contrastes de cores. Em 1926 foi-se a viver a Amsterdãoe, onde a sua pintura recebeu a influência do cinema, com figuras isoladas iluminadas como por lâmpadas num set de filmes. As suas natureza-mortas mostram nessa época certo parentesco com o cubismo sintético de Juan Gris. Desde a década de 1930 pintou muitas figuras femininas, assim como nu e auto-retratos com um estilo potente e realista, de um realismo com certo toque mágico. Muitas das suas obras podem ser vistas no Museu Kröller-Müller de Otterlo.